# Кислототривкість
Кислототри́вкість або кислотості́йкість (англ. acid resistance) — здатність матеріалів протистояти руйнівній дії кислот.
Кислототривкість залежить від природи матеріалу, окисно-відновних властивостей середовища, природи аніонів, концентрації і температури кислот. Наприклад, хром і хромисті сталі стійкі в 40%-ній азотній кислоті й інтенсивно руйнуються в 40%-ній сірчаній. З підвищенням температури кислототривкість матеріалів знижується. Слід розрізняти кислототривкість у рідкій і парогазовій фазах та на їх межі.
Кислототривкість металевих матеріалів визначається за втратою маси з одиниці поверхні за одиницю часу (г/м² за год). Кислототривкість неметалічних органічних матеріалів оцінюється за ступенем їх набухання або за зміною механічних властивостей (границі міцності, границі плинності, відносне видовження при розриві тощо). Кислототривкість неметалічних неорганічних матеріалів визначається за відносною зміною маси подрібненого матеріалу після обробки кислотою певної концентрації.
Кислототривкість — основна характеристика кислототривких матеріалів.